# Дебют Нимцовича
Дебю́т Нимцо́вича — дебют, начинающийся ходами 1. e2-e4 Kb8-c6. 

Относится к полуоткрытым началам.

## История
Дебют предложен в середине XIX века немецким шахматистом Фишером, в турнирную практику введён А. Нимцовичем. Впоследствии его избирал В. Микенас и другие литовские шахматисты, вследствие чего за данным началом закрепилось альтернативное название — «Литовская защита». В 1990-е годы дебют активно применял на практике оригинальный британский гроссмейстер Э. Майлс.
Идея хода 1. …Кb8-c6 — с первых ходов завязать фигурную игру в центре. В современной турнирной практике дебют встречается достаточно редко, однако компьютерные анализы последних лет позволяют говорить о его некоторой практической недооценке и необходимости дальнейших исследований.

## Варианты
- 2. Kb1-c3 или 2. Kg1-f3 — стремясь после 2…е7-е5, свести игру к одному из открытых начал.
- 2. d2-d4
  - 2. …d7-d5
    - «Вариант 3.Nc3» или «Основной вариант» дебюта Нимцовича
    - 3. Kb1-c3 d5:e4 4. d4-d5 Kc6-b8
    - 3. Kb1-c3 d5:e4 4. d4-d5 Kc6-e5
    - «Вариант 3.e5» дебюта Нимцовича
    - 3. e4-e5 Cc8-f5
    - 3. e4-e5 f6
    - «Разменный вариант» дебюта Нимцовича
    - 3. e4:d5 Фd8:d5 4. Kg1-f3 Cc8-g4 5. Cf1-e2 0—0—0
    - 3. e4:d5 Фd8:d5 4. Kg1-f3 e7-e5

  - 2. …e7-e5 («Система Майлса»)
    - 3. d4-d5 Kc6-e7 (с идеей Ke7-g6, Cc5, d6, Kf6, 0-0 и контр-игрой на королевском фланге)
    - 3. Кg1-f3 (переход к Шотландской партии)
    - 3. d4:e5 Kc6:e5
    - 3. d4:e5 f7-f6?!

  - 2. …e7-e6
    - 3. Кb1-c3 d7-d5 (с переходом во французскую защиту с Kc6)